# AnnaSophia Robb
AnnaSophia Robb, född 8 december 1993 i Denver, Colorado, är en amerikansk skådespelare, modell och sångare.
Hennes mor är inredningsdesigner och hennes far arkitekt. Hon har danska, engelska, irländska, skotska och svenska rötter. Robb började uppträda inför större skaror när hon var fem år. När hon var åtta år tog hon skådespelarlektioner, och hon blev upptäckt som nioåring av en agentur i Los Angeles. Därefter reste hon dit med sin mor och gjorde auditioner, vilket med tiden ledde till att hon fick spela in en reklamfilm. När hon besökte Los Angeles nästa gång, fick hon provspela för en långfilm, och några månader senare fick hon rollen som Opal i långfilmen En vän med fyra tassar från 2005. Därefter blev det fler roller.
Förutom att medverka i film, har hon även sjungit på soundtracket till familjefilmen Bron till Terabitia.
På fritiden ägnar hon sig åt bland annat dans och idrott.

## Filmografi i urval
- 2005 – En vän med fyra tassar – Opal
- 2005 – Kalle och chokladfabriken – Violet Beauregarde
- 2007 – The Reaping – Loren McConnell
- 2007 – Bron till Terabitia – Leslie Burke
- 2008 – Spy School – Jackie Hoffman
- 2008 – Sleepwalking – Tara
- 2008 – Jumper – Ung Millie
- 2008 – Doubting Thomas – Jackie Hoffman
- 2009 – Race to Witch Mountain – Sara
- 2010 – Soul Surfer – Bethany Hamilton
- 2013–2014 – The Carrie Diaries (TV-serie) – Carrie Bradshaw
- 2013 – The Way Way Back – Susanna
- 2016 – Jack of the Red Hearts – Jacqueline "Jack" Ferguson
- 2019 – The Act (TV-serie) – Lacey
- 2020 – Words on Bathroom Walls – Rebecca
- 2021 – Lansky – Anne Lansky
- 2021 – Dr. Death (TV-serie) – Michelle Shughart